# Keiji Yoshimura
Keiji Yoshimura (吉村 圭司 Yoshimura Keiji?), född 8 augusti 1979 i Kochi prefektur, är en japansk fotbollsspelare.
Yoshimura började sin karriär 2002 i Nagoya Grampus. Han spelade 196 ligamatcher för klubben. Med Nagoya Grampus vann han japanska ligan 2010. 2013 flyttade han till Ehime FC. Han avslutade karriären 2015.